# Józef Kazimierz Martusiewicz
Józef Kazimierz Martusiewicz (12. února 1828 Bobowa – 6. října 1881 Tarnów) byl rakouský římskokatolický duchovní a politik polské národnosti z Haliče, v 2. polovině 19. století poslanec Říšské rady.

## Biografie
Triviální školu vychodil v rodné Bobowé, pak gymnázium v Nowém Sączi a Tarnowě, kde také absolvoval teologická studia. V roce 1851 byl vysvěcen na kněze. Potom po několik měsíců navštěvoval přednášky na Vídeňské univerzitě, ale ještě během roku 1851 byl jmenován prefektem kněžského semináře a v této funkci setrval po dvacet let. Kromě toho vyučoval náboženství. Od roku 1859 zastával úřad notáře biskupského soudu a od roku 1862 byl členem manželského soudu. V roce 1871 byl jmenován kanovníkem tarnowské kapituly a od roku 1880 až do své smrti byl scholastikem této kapituly.
Byl veřejně a politicky aktivní. Od roku 1865 řídil městskou spořitelnu, v roce 1867 získal titul čestného občana Tarnowa. V období let 1867–1872 zasedal v okresním zastupitelstvu v Tarnowě a v období let 1869–1872 byl rovněž členem tarnowské městské rady.
Působil též jako poslanec Říšské rady (celostátního parlamentu Předlitavska), kde usedl ve volbách roku 1879 za kurii venkovských obcí v Haliči, obvod Tarnow, Pilzno, Dombrowa atd. Poslancem byl do své smrti roku 1881. Ve volebním období 1879–1885 se uvádí jako Josef Martusiewicz, duchovní, bytem Tarnów. Patřil mezi polské národní poslance. Reprezentoval parlamentní Polský klub.
Zemřel v říjnu 1881.